# Moskau Ostbahnhof

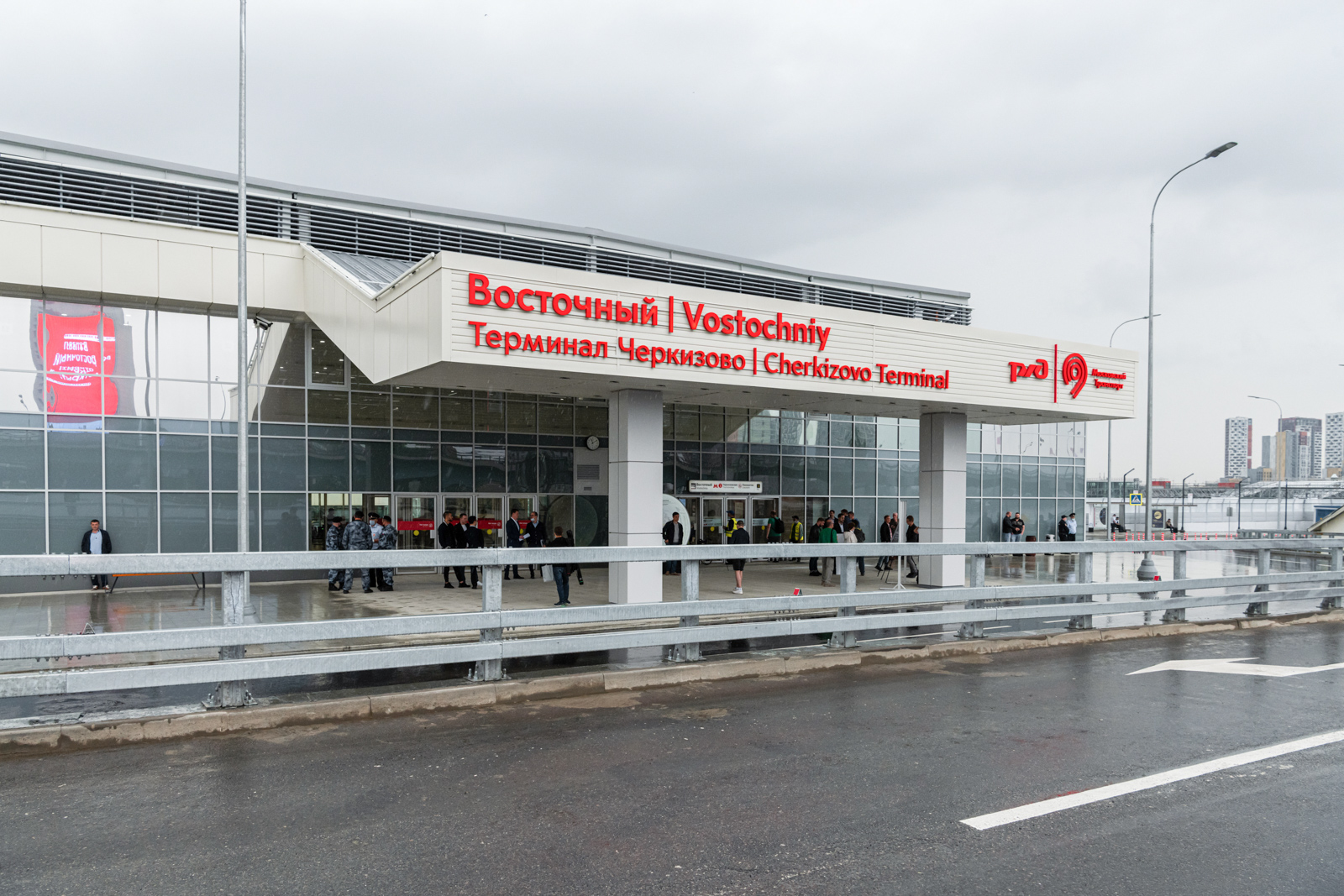
Ansicht des Empfangsgebäudes (Ein- / Ausgang zur Amurskaja-Straße)

Der Wostotschny woksal (kyrillisch Восточный вокзал ‚Ostbahnhof‘) ist der neueste und nach Anzahl der Gleise der kleinste der zehn Fernbahnhöfe in Moskau. Er wurde am 29. Mai 2021 als Teil des Verkehrskomplexes Tscherkisowo eröffnet.
Zuvor befand sich an der Stelle der Bahnhof Moskau-Tscherkisowo.

## Anlage
Der Bahnhof verfügt über 5 Gleise und ist ein Durchgangsbahnhof.
Er hat zwei Ein- und Ausgänge: einen zur RŽD-Arena und zur U-Bahn-Station Tscherkisowskaja und einen zur Amurskaja-Straße.

## Verkehrsanbindung

### Nahverkehr
Der Bahnhof ist Teil des Verkehrsknotenpunkts Tscherkisowo, zu dem neben dem Fernbahnhof auch die Station Lokomotiw am Kleinen Moskauer Eisenbahnring und die Station Tscherkisowskaja der Moskauer Metro (Linie 1) gehören. Ferner ist der Verkehrsknotenpunkt durch zahlreiche Buslinien und Marschrutkas sowie Park-and-Ride-Anlagen erschlossen. Allerdings halten am Bahnhof keine Vorortzüge, wodurch er der einzige Moskauer Hauptbahnhof ohne Anschluss an das Vorortbahnnetz ist.

### Fernverkehr
Vom Bahnhof fahren regelmäßig Fernzüge zu folgenden Zielen:
- Adler
- Anapa
- Belgorod
- Wladikawkas
- Wolgograd
- Jeisk
- Iwanowo
- Ischewsk
- Kislowodsk
- Machatschkala
- Murmansk
- Nischni Nowgorod (Lastotschka)
- Noworossijsk
- Samara
- St. Petersburg
- Tscheljabinsk
- Suchumi (Abchasien)